# Floyd County (Virginia)
Floyd County ist ein County im Bundesstaat Virginia der Vereinigten Staaten. Bei der Volkszählung im Jahr 2020 hatte das County 15.476 Einwohner und eine Bevölkerungsdichte von 15,7 Einwohnern pro Quadratkilometer. Der Verwaltungssitz (County Seat) ist Floyd. Das County gehört zu den Dry Countys, was bedeutet, dass der Verkauf von Alkohol eingeschränkt oder verboten ist.

## Geographie
Floyd County liegt im mittleren Nordwesten von Virginia, ist im Süden etwa 40 km von North Carolina entfernt und hat eine Fläche von 987 Quadratkilometern. Die höchste Erhebung ist der Buffalo Mountain mit einer Höhe von rund 1300 m. Es grenzt im Uhrzeigersinn an folgende Countys: Franklin County, Patrick County, Carroll County, Pulaski County, Montgomery County und Roanoke County.

## Geschichte
Gebildet wurde es am 15. Januar 1831 aus Teilen des Montgomery County und des Franklin County. Benannt wurde es nach John Floyd, einem Gouverneur von Virginia. Der Sitz der County-Verwaltung hieß zuerst Jacksonville, benannt zu Ehren des Präsidenten Andrew Jackson. Am 23. Januar 1896 wurde die Stadt umbenannt in Floyd.

## Demografische Daten

Alterspyramide des Floyd County

Nach der Volkszählung im Jahr 2000 lebten im Floyd County 13.874 Menschen in 5.791 Haushalten und 4.157 Familien. Die Bevölkerungsdichte betrug 14 Einwohner pro Quadratkilometer. Ethnisch betrachtet setzte sich die Bevölkerung zusammen aus 96,71 Prozent Weißen, 2,00 Prozent Afroamerikanern, 0,09 Prozent amerikanischen Ureinwohnern, 0,09 Prozent Asiaten, 0,01 Prozent Bewohnern aus dem pazifischen Inselraum und 0,36 Prozent aus anderen ethnischen Gruppen; 0,74 Prozent stammten von zwei oder mehr Ethnien ab. 1,35 Prozent der Bevölkerung waren spanischer oder lateinamerikanischer Abstammung.
Von den 5.791 Haushalten hatten 29,1 Prozent Kinder und Jugendliche unter 18 Jahre, die bei ihnen lebten. 59,9 Prozent waren verheiratete, zusammenlebende Paare, 8,1 Prozent waren allein erziehende Mütter, 28,2 Prozent waren keine Familien, 24,7 Prozent waren Singlehaushalte und in 10,8 Prozent lebten Menschen im Alter von 65 Jahren oder darüber. Die Durchschnittshaushaltsgröße betrug 2,39 und die durchschnittliche Familiengröße lag bei 2,83 Personen.
Auf das gesamte County bezogen setzte sich die Bevölkerung zusammen aus 22,2 Prozent Einwohnern unter 18 Jahren, 6,9 Prozent zwischen 18 und 24 Jahren, 27,6 Prozent zwischen 25 und 44 Jahren, 27,4 Prozent zwischen 45 und 64 Jahren und 15,9 Prozent waren 65 Jahre alt oder darüber. Das Durchschnittsalter betrug 40 Jahre. Auf 100 weibliche Personen kamen 97,5 männliche Personen. Auf 100 Frauen im Alter von 18 Jahren oder darüber kamen statistisch 96,7 Männer.
Das jährliche Durchschnittseinkommen eines Haushalts betrug 31.585 USD, das Durchschnittseinkommen der Familien betrug 38.128 USD. Männer hatten ein Durchschnittseinkommen von 30.886 USD, Frauen 20.466 USD. Das Prokopfeinkommen betrug 16.345 USD. 8,5 Prozent der Familien und 11,7 Prozent der Bevölkerung lebten unterhalb der Armutsgrenze. Davon waren 12,7 Prozent Kinder oder Jugendliche unter 18 Jahre und 15,3 Prozent waren Menschen über 65 Jahre.